# 제55회 카를로비바리 국제 영화제
제55회 카를로비바리 국제 영화제는 2021년 8월 20일에 열린 시상식이다.

## 수상 및 후보

### 대상(장편)
- 에즈 퍼 에즈 아이 캔 워크 - 스테판 아르세니예비치 수상
- 인텐시브 라이프 유닛 - 아델라 코므르지 수상

### 감독상(장편)
- 노 - 디트리히 브뤼게만 수상

### 여우주연상(장편)
- 워즈 - Eleonore Loiselle 수상

### 남우주연상(장편)
- 에즈 퍼 에즈 아이 캔 워크 - 이브라힘 코마 수상

### 심사위원특별언급(장편)
- 스태프룸 - 소냐 타로킥 수상
- 보일링 포인트 - 필립 바랜티니 수상
- 에즈 퍼 에즈 아이 캔 워크 - 스테판 아르세니예비치 수상

### East of the West부문(장편)
- 누우차 - 블라디미르 문큐예프 수상

### East of the West부문(심사위원특별상)
- 시스터후드 - 디나 두마 수상

### East of the West부문(심사위원 특별언급)
- 인텐시브 라이프 유닛 - 아델라 코므르지 수상

### 관객상
- 자토펙 - 다비드 온드리첵 수상

### 유럽영화상
- 이그젬 - 샤우캇 아민 코르키 수상

### 에큐메니칼 심사위원상
- 에즈 퍼 에즈 아이 캔 워크 - 스테판 아르세니예비치 수상

### 에큐메니칼 심사위원상 - 특별언급
- 에즈 퍼 에즈 아이 캔 워크 - 스테판 아르세니예비치 수상

### FEDEORA상
- 스태프룸 - 소냐 타로킥 수상

### FEDEORA 특별언급상
- 오타스 데스 - 이오셉 블리아드제 수상

### 세계영화공헌상
- 애브리 싱글 미닛 - 에리카 흐니코바 수상

### 영화제 위원장상
- 마이클 케인 수상

### 카를로비바리 상
- 얀 스베락 수상
- 에단 호크 수상

### 공식부문-경쟁
- 에즈 퍼 에즈 아이 캔 워크 - 스테판 아르세니예비치
- 엣 풀 스로틀 - 미로 레모
- 버드 아틀라스 - 올모 오메르주
- 보일링 포인트 - 필립 바랜티니
- 애브리 싱글 미닛 - 에리카 흐니코바
- 이그젬 - 샤우캇 아민 코르키
- 렌드 오브 더 선 - 클라우디오 쿠펠리니
- 노 - 디트리히 브뤼게만
- 프린스 - 리사 비에르윌스
- 세이빙 원 후 워즈 데드 - 바클라프 카드른카
- 스태프룸 - 소냐 타로킥
- 워즈 - 니꼴라 로이

### 오픈아이즈부문
- 애프터 더 윈터 - 이반 바크락
- 디어 원스 - 그제고시 야로슈크
- 인텐시브 라이프 유닛 - 아델라 코므르지
- 미러스 인 더 다크 - 시몬 호리
- 누우차 - 블라디미르 문큐예프
- 오타스 데스 - 이오셉 블리아드제
- 패치워크 - 페트로스 차라램부스
- 루츠 - 테아 루카츠
- 러너 - 안드루스 블라제비시우스
- 시스터후드 - 디나 두마
- 투 쉽스 - 얀 포칼
- 와일드 루츠 - 하이니 키쉬

### The Film Foundation Tribute
- 브라이튼 4TH - 르반 코구아슈빌리
- Dreams About Stray Cats - David Sis
- 마이 써니 매드 - 미카엘라 파브라토바
- 더 파티 앤드 더 게스츠 - 얀 네메치
- 리콘스트럭션 오브 아큐페이션 - 얀 시클
- 로링 20'S - 엘리자베스 보글러
- 서스피션 - 미할 블라스코
- 자토펙 - 다비드 온드리첵

### 독립영화 포럼부문
- 브레이킹 포인트 - 마이클 커티즈
- 고령가 소년 살인사건 - 에드워드 양
- 오 더 데이스! - 아흐메드 엘 마안누니
- 펜톰 오브 더 콘벤트 - 페르난도 데 푸엔테스
- 퍼트니 스와프 - 로버트 다우니 시니어
- 퀸 오브 다이아몬드 - 니나 멩키스
- 보물 - 레스트 제임스 페리에스
- 왓 프라이스 할리우드? - 조지 큐커
- 영향 아래 있는 여자 - 존 카사베츠
- 우먼 위드 더 나이프 - 티미테 바소리